# Belkacem Ouazzane
Belkacem Ouazzane, né en 1924 à Figuig, est un militant marocain et ancien membre des  Forces Auxiliaires. Il est enlevé en 1973 à Figuig et son corps retrouvé seulement en 2015 dans le cimetière d’Agdz.

## Biographie
Belkacem Ouazzane  est né en 1924 à Figuig, ancien membre des Forces Auxiliaires et mort à une date inconnue, est l'une des victimes de disparition forcées pendant les années de plomb au Maroc. Il est enlevé le 17 avril 1973 près de Figuig, et accusé de faire partie du « complot du 3 mars » mené par le Tanzim.
Il a été transféré au centre de détention secret de l'aéroport de Casablanca-Anfa dit Corbis puis au centre de Derb Moulay Chérif dans la même ville et enfin à la prison centrale de Kénitra en juin 1973.
Le 30 août 1973, le Tribunal militaire permanent des Forces armées royales de Kénitra le déclare innocent.
Il est cependant kidnappé de la prison le jour même.
La Fédération internationale pour les droits humains affirme en 2000 qu'il est tout d'abord incarcéré avec son frère Hamou, dans une caserne militaire à Témara. Tandis qu'Hamou est transféré dans un autre centre à Sidi Bennour et sera découvert en 1979, accomplissant des travaux forcés dans une ferme isolée, et relâché. Cependant, Belkacem disparaît sans aucune trace.
Sa disparition est officiellement reconnue en 1998, dans le cadre d'une Commission de vérité et de réconciliation, au cours de laquelle témoigne son fils Abdelrahim. Le mystère qui plane encore sur son sort est cependant considéré par certains militants comme un obstacle pour l'évolution politique du pays.
Sa sépulture est identifiée en 2015 ; elle se trouvait près de l'ancienne prison d'Agdz,.
En février 2015, le CNDH remet à sa famille un rapport d'expertise, établissant son identité grâce à une comparaison de son ADN avec celui de ses proches. Toutefois, sa famille, épaulée par l'Association de Parents et Amis disparus au Maroc, exige une contre-expertise faite par un laboratoire étranger. En effet, elle s'interroge sur le délai entre le prélèvement d'ADN fait le 27 mai 2006 et la remise du rapport.

## Centre Belkacem Ouazzane pour la préservation de la mémoire
Le centre Belkacem Ouazzane pour la préservation de la mémoire a été fondé par l'association Annahda à Figuig en coordination avec la famille Ouazzane dans le cadre du programme ‘création d’un espace de préservation de la mémoire’
Le centre contient une stèle commémorative où il est marqué environ 200 noms des victimes de violation flagrante des droits d'hommes à Figuig, une bibliothèque où se trouvent des ouvrages et des écrits sur Figuig durant les années de plomb.